# 대한민국 제18대 대통령 선거 인천광역시
이 문서는 대한민국 제18대 대통령 선거의 인천광역시 지역 개표 결과이다.

## 개표 결과

### 중구
|  | 55.28% |

|  | 44.31% |

|  | 0.20% |

|  | 0.11% |

|  | 0.04% |

|  | 0.02% |

### 동구
|  | 55.50% |

|  | 44.09% |

|  | 0.16% |

|  | 0.14% |

|  | 0.06% |

|  | 0.03% |

### 남구
|  | 54.92% |

|  | 44.70% |

|  | 0.16% |

|  | 0.12% |

|  | 0.05% |

|  | 0.03% |

### 연수구
|  | 53.35% |

|  | 46.29% |

|  | 0.18% |

|  | 0.09% |

|  | 0.04% |

|  | 0.03% |

### 남동구
|  | 50.80% |

|  | 48.85% |

|  | 0.15% |

|  | 0.09% |

|  | 0.06% |

|  | 0.02% |

### 부평구
|  | 51.24% |

|  | 48.37% |

|  | 0.16% |

|  | 0.10% |

|  | 0.07% |

|  | 0.03% |

### 계양구
|  | 52.56% |

|  | 47.06% |

|  | 0.18% |

|  | 0.10% |

|  | 0.06% |

|  | 0.02% |

### 서구
|  | 50.16% |

|  | 49.50% |

|  | 0.13% |

|  | 0.10% |

|  | 0.05% |

|  | 0.02% |

### 강화군
|  | 69.86% |

|  | 29.51% |

|  | 0.29% |

|  | 0.19% |

|  | 0.06% |

|  | 0.06% |

### 옹진군
|  | 71.91% |

|  | 27.13% |

|  | 0.46% |

|  | 0.28% |

|  | 0.10% |

|  | 0.08% |

## 전체 결과
|  | 51.58% |

|  | 48.04% |

|  | 0.16% |

|  | 0.11% |

|  | 0.06% |

|  | 0.03% |

새누리당 박근혜 후보가 51.58%의 득표율을 기록하면서 인천광역시에서 승리를 거두었다. 이로써 지난 대선에 이어 보수 정당은 인천광역시에서 2연승을 달리게 되었다. 또한 민주화 이후 인천광역시에서 과반 득표율을 달성한 첫번째 후보가 되었다.
민주통합당 문재인 후보는 48.04%의 득표율을 기록했다. 박근혜 후보와 3%p 차이의 적은 격차를 벌리며 접전을 펼쳤지만 석패하면서 2위에 머물렀다.

### 주요 후보 결과
| 지역   | 박근혜  | 박근혜 | 문재인  | 문재인 |
| 지역   | 득표수  | 득표율 | 득표수  | 득표율 |
| ------ | ------- | ------ | ------- | ------ |
| 중구   | 30,613  | 55.28% | 24,538  | 44.31% |
| 동구   | 25,911  | 55.50% | 20,584  | 44.09% |
| 남구   | 133,464 | 54.92% | 108,637 | 44.70% |
| 연수구 | 91,538  | 53.35% | 79,429  | 46.29% |
| 남동구 | 148,815 | 50.80% | 143,099 | 48.85% |
| 부평구 | 159,386 | 48.37% | 168,820 | 51.24% |
| 계양구 | 92,670  | 47.06% | 103,499 | 52.56% |
| 서구   | 131,340 | 50.16% | 129,603 | 49.50% |
| 강화군 | 29,666  | 69.86% | 12,534  | 29.51% |
| 옹진군 | 9,197   | 71.91% | 3,470   | 27.13% |

새누리당 박근혜 후보가 인천광역시 내 대부분의 지역에서 승리를 거두었다. 박근혜 후보는 중구, 동구, 남구 등 원도심 지역에서 10%p 이상의 격차를 벌리면서 문재인 후보에 완승을 거두었다. 또한 경합지인 남동구와 서구에서도 적은 격차 끝에 신승을 거두었으며 군 지역에서는 40%p 이상의 큰 격차로 압승을 차지하면서 인천광역시에서의 승리에 쐐기를 박았다.
민주통합당 문재인 후보는 부평구와 계양구에서 승리를 거두었다. 문재인 후보는 보수정당이 우위를 보이던 원도심 지역에서 40% 이상의 득표율을 기록하면서 선전했지만 연수구, 남동구, 서구 등지에서 모두 패배하면서 인천광역시를 내주게 되었다.

## 같이 보기
- 대한민국 제18대 대통령 선거